# Поль Корню

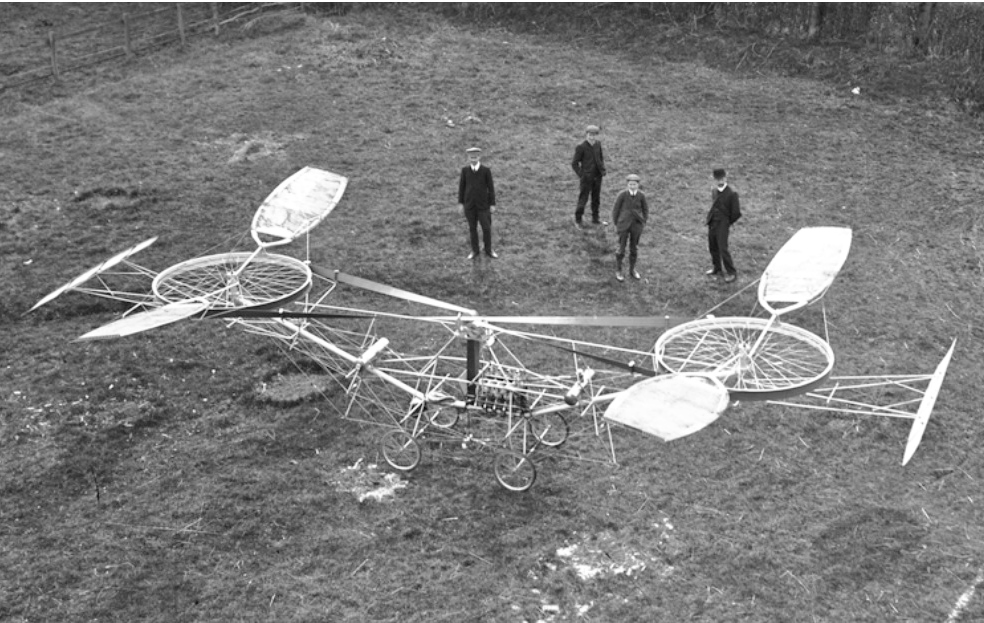
Cornu Nr II

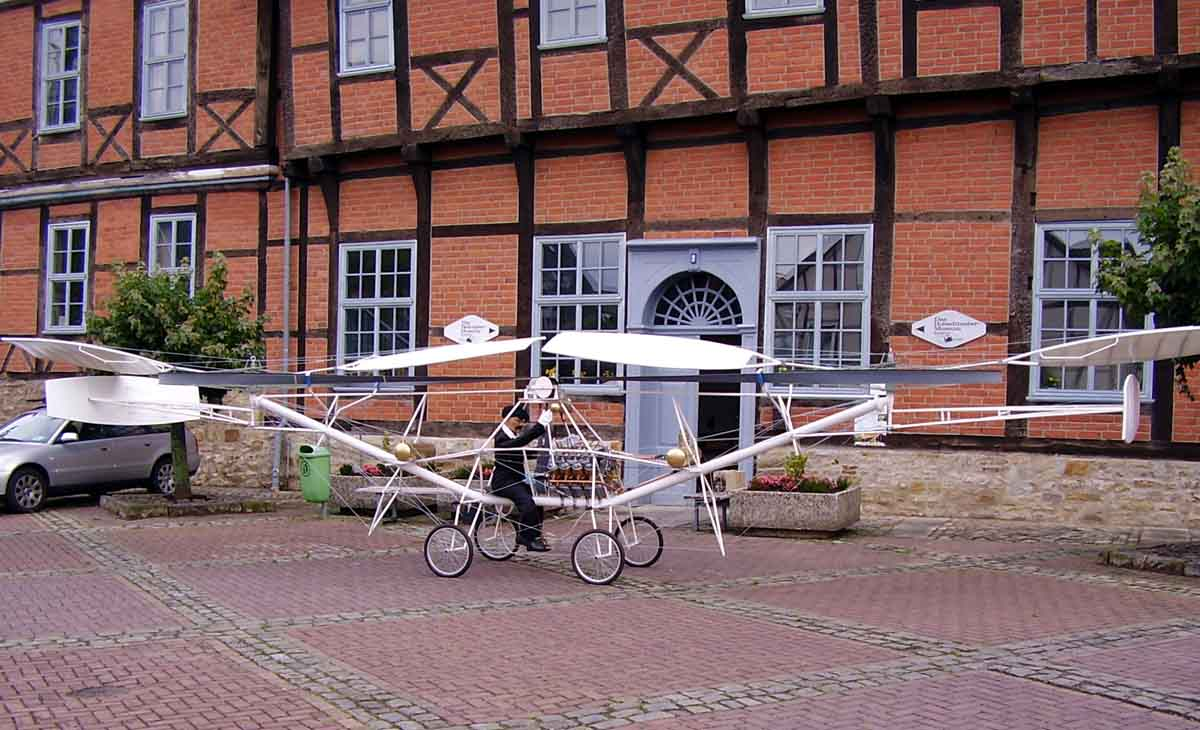
Репліка пілотованого вертольота Cornu Nr II, який вперше в історії відірвався від землі, перед входом до музею вертольотів у Бюккебурзі (НІмеччина)

Поль Корню́ (15 червня 1881, Гло-ла-Ферр'єр, департамент Орн, Франція — 6 червня 1944, Лізьє) — французький інженер, розробник першого в світі пілотованого вертольота.

## Біографія
Поль Корню розробив перший у світі пілотований вертоліт під назвою Cornu No. II, який називався літаючим велосипедом. Під час першого польоту 13 листопада 1907 року в Лізьє він досяг висоти близько 30 см, а час польоту дорівнював близько 20 секунд.
Вертоліт вагою 260 кг був оснащений бензиновим двигуном V8 від Société Antoinette потужністю 24 к. с., який приводив у рух дві лопаті, що оберталися довкола центральної осі за допомогою ременя. Ця конструкція, в якій момент сили двох роторів врівноважував один одного, згодом була використана як тандемний гвинт на деяких моделях вертольотів.
Однак під час випробувань літаючий велосипед виявився практично некерованим, і тому після кількох польотів від цієї моделі відмовилися.
Раніше ще одному французькому вертольоту, «Бреґе-Ріше I», вдалося злетіти завдяки власному двигуну — але оскільки його утримували в необхідному положенні люди на землі, саме політ літаючого велосипеда Cornus вважається першим вільним польотом вертольота.
Корню помер 6 червня 1944 року, коли його будинок був зруйнований під час операції «Оверлорд» в ході бомбадування в Нормандії. На його честь названа гора Корню, розташована на півночі Антарктичного півострова .

## Репліка
З нагоди 100-річчя першого польоту Поля Корню 13 листопада 2007 року в музеї вертольотів у Бюккебурзі була виготовлена недіюча репліка Cornu Nr II оригінального розміру.